# Saint Johns (folyó)

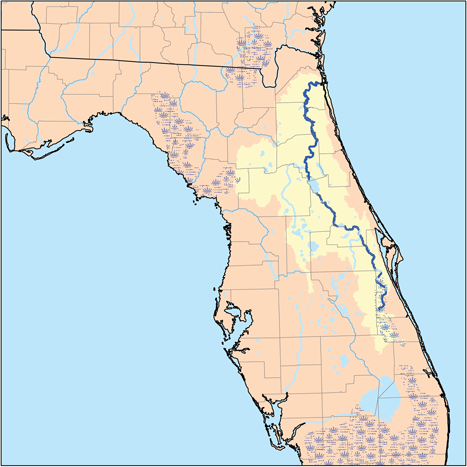
A Saint Johns folyó térképe

A Saint Johns (angolul Saint Johns River vagy St. John’s River) az Amerikai Egyesült Államok Florida államának leghosszabb folyója. Ez az Amerikai Egyesült Államok egyik leghosszabb, túlnyomórészt északi irányba tartó folyóvize. Indian River megyében, a Saint Johns Marsh nevű mocsaras területen ered, majd kisebb-nagyobb kanyarulatokkal észak felé folyik, végül Jacksonville városánál ömlik az Atlanti-óceánba. 
Forrásától a torkolatáig megközelítőleg 500 kilométeres (kb. 310 mérföld) utat tesz meg, miközben a szintkülönbség mindössze 9 méter (kb. 30 láb). E rendkívül csekély esés következtében a folyó áramlása lassú, medre pedig igen szélesen elterül; Jacksonville-nél átlagos szélessége meghaladja a 3,2 kilométert, de egyes felsőbb szakaszokon akár a 4,8 kilométert (3 mérföld) is elérheti. A lassú folyásnak tudható be az is, hogy a tengeri apály és dagály hatása még a torkolattól mintegy 160 kilométerre (100 mérföldre) fekvő Lake Monroe-nál is érezhető, valamint hogy a víz természetes öntisztulási folyamatai lassabbak, ami időnként kihívásokat jelent a Saint Johns ökoszisztémájának egészsége szempontjából. A folyó és ártere rendkívül gazdag élővilágnak ad otthont, számtalan növény- és állatfaj számára biztosítva létfontosságú élőhelyet. A torkolatvidék keleti ágaiban nem ritka a palackorrú delfin megfigyelése, és május környékén, a víz felmelegedésével gyakran megjelenik a floridai tengeritehén (manátusz) is. A folyóban és partjai mentén gyakran előfordulnak amerikai aligátorok, édesvízi tüskésráják és számos édesvízi, valamint brakkvízi halfaj. A madárvilág is rendkívül változatos, gyakori vendég a fehérfejű rétisas és a halászsas.

## Elnevezése
Az európai hódítás előtti időkben a Szent János folyó völgye a timukua indián törzsek otthona volt, akik a folyót Welaka vagy Yelacà néven ismerték, ami hozzávetőlegesen ’a tavak folyóját’ vagy ’láncolatos tavakat’ jelentett, utalva a folyó mentén található számos tóra. Az európai telepesek megjelenését követően a folyó neve többször is megváltozott, attól függően, hogy éppen melyik nemzet (spanyol, francia vagy angol) gyakorolt fennhatóságot a partmenti területek felett. A korai spanyol felfedezők Río de Corrientes-nek (’Áramlatok folyója’) nevezték. Amikor 1562. május 1-jén Jean Ribault vezetésével francia hugenották érkeztek a torkolatvidékhez, a folyót Rivière de Mai-nek (’Május folyója’) keresztelték el, mivel május hónapban fedezték fel. 1564-ben, az első állandó francia kolónia, Fort Caroline (a mai Jacksonville közelében, a Saint Johns Bluff-nál) megalapítása idején a folyót továbbra is ezen a néven, vagy a helységnév után emlegették. Amikor az erődöt a spanyolok elfoglalták, védőszentjük, Szent Máté evangélista tiszteletére a folyót és a környező területet San Mateo névre keresztelték át. A Fort George-szigeten 1587-ben (más források szerint korábban) alapított San Juan del Puerto katolikus misszió (Szent János apostol kikötője) után a folyó a Río de San Juan nevet kapta. Végül ennek angol fordítása, a Saint Johns River vált a hivatalos és ma is használatos elnevezéssé.

## Geológiája

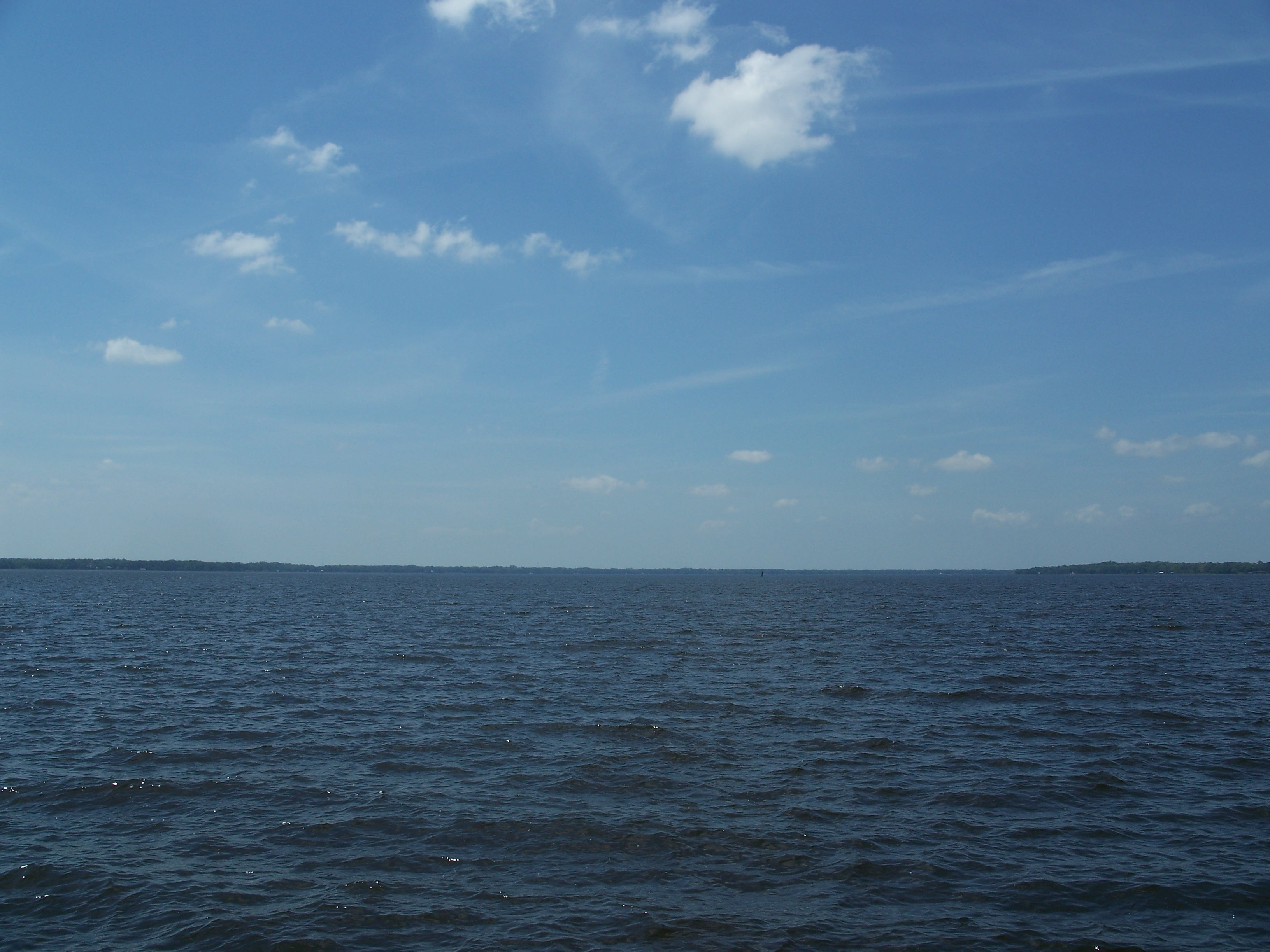
St. Johns River Federal Pointnál

A Saint Johns folyó geológiai története meglehetősen egyedi és összetett. Körülbelül 100 000 évvel ezelőtt, a pleisztocén korban, a tenger szintje lényegesen magasabb volt a mainál, és a mai folyóvölgy nagy része egy sekély tengeri lagúnarendszer, illetve az Atlanti-óceán egy nyúlványa volt. A tengerszint későbbi, többszöri süllyedésével (glaciális időszakok) és emelkedésével (interglaciálisok) a terület szárazra került, majd újra elöntötte a víz, ami hozzájárult a folyó jelenlegi, rendkívül alacsony esésű, széles medrének és a kapcsolódó tórendszernek a kialakulásához. A jelenlegi mederrendszer viszonylag fiatal, az utolsó jégkorszakot követő tengerszint-emelkedés és stabilizálódás során formálódott ki.
A folyó déli, felső szakasza nem rendelkezik egyetlen, jól elkülöníthető, markáns folyómederrel; ehelyett egy kiterjedt, mocsaras síkságon (St. Johns Marsh) keresztül folyik, ahol számos kisebb mellékágat, lagúnát és holtágat képez, gyakran sekély, de kiterjedt tavakat alkotva. Néhány jelentősebb tó ezen a szakaszon a Blue Cypress Lake (a folyórendszer legdélibb tava, amely azonban nem közvetlenül a főágon fekszik), Lake Helen Blazes, Sawgrass Lake, Lake Washington, Lake Winder, Lake Poinsett, Ruth Lake, Puzzle Lake és Lake Harney.
A Lake Harney-t elhagyva a folyóba északról csatlakozik az Econlockhatchee River, és innentől a folyó egy határozottabb, középső medret képez. Ezen a szakaszon áthalad az Ocala National Forest keleti peremén. Majd a folyó ismét kiszélesedik, és létrehozza Florida legnagyobb tavát, a sekély, de kiterjedt Lake George-ot. A tó vize enyhén brakkos lehet, különösen aszályos időszakokban, amikor a tengeri sós víz a folyón feljebb hatol; megfigyeltek már bikacápát is a tóban, ami jelzi a tengeri hatásokat. A folyó alacsony esése és lassú áramlása miatt nem képes hatékonyan visszaszorítani a dagálykor benyomuló tengervizet.
Az alsó folyásánál, Palatkától északra, a medence ismét kiszélesedik, és több jelentős mellékfolyó csatlakozik hozzá, köztük az Ocklawaha River, amely a Silver Springs forrásvidékének vizét is szállítja.

## Mellékfolyói
A jelentősebb mellékfolyók a torkolattól a forrásvidék felé haladva (nem teljes lista): Pablo Creek, Trout River, Arlington River, Ortega River, Doctors Lake (valójában egy kiszélesedő mellékág), Julington Creek, Black Creek, Rice Creek, Dunns Creek (amely a Crescent Lake vizét vezeti le), Ocklawaha River (a legnagyobb mellékfolyó), Wekiva River (és a Rock Springs Run), Econlockhatchee River. A Cross Florida Barge Canal egy befejezetlen csatornaprojekt, amely összeköttetést biztosított volna a Mexikói-öböllel; ma már nem aktív, de bizonyos szakaszai kapcsolódnak a folyóhoz.

## Jacksonville-i kikötője
Jacksonville, Florida legnépesebb városa, a Saint Johns folyó partjaira épült, ahol a folyót hét közúti híd keresztezi (pl. Mathews Bridge, Hart Bridge, Main Street Bridge, Acosta Bridge, Fuller Warren Bridge, Dames Point Bridge, Buckman Bridge). A Saint Johns mentén található Jacksonville kikötője (JAXPORT), amely Florida egyik legnagyobb és legforgalmasabb tengeri kikötője, fontos kereskedelmi és logisztikai központ. Az Egyesült Államok Haditengerészete fenntartja a Naval Station Mayport haditengerészeti bázist a folyó torkolatának közelében, valamint a Naval Air Station Jacksonville (NAS Jax) repülőbázist délebbre, a folyó partján.

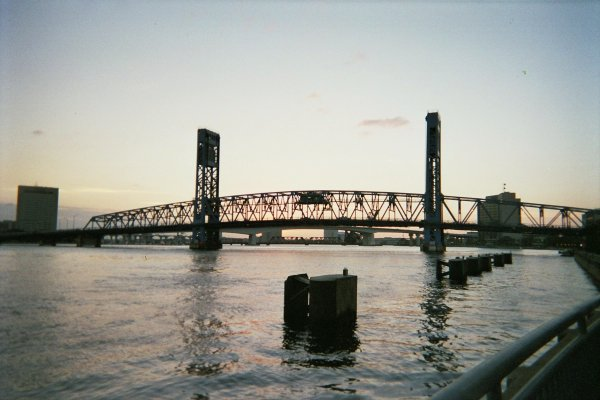
A Main Street Bridge és Jacksonville látképe alkonyatkor
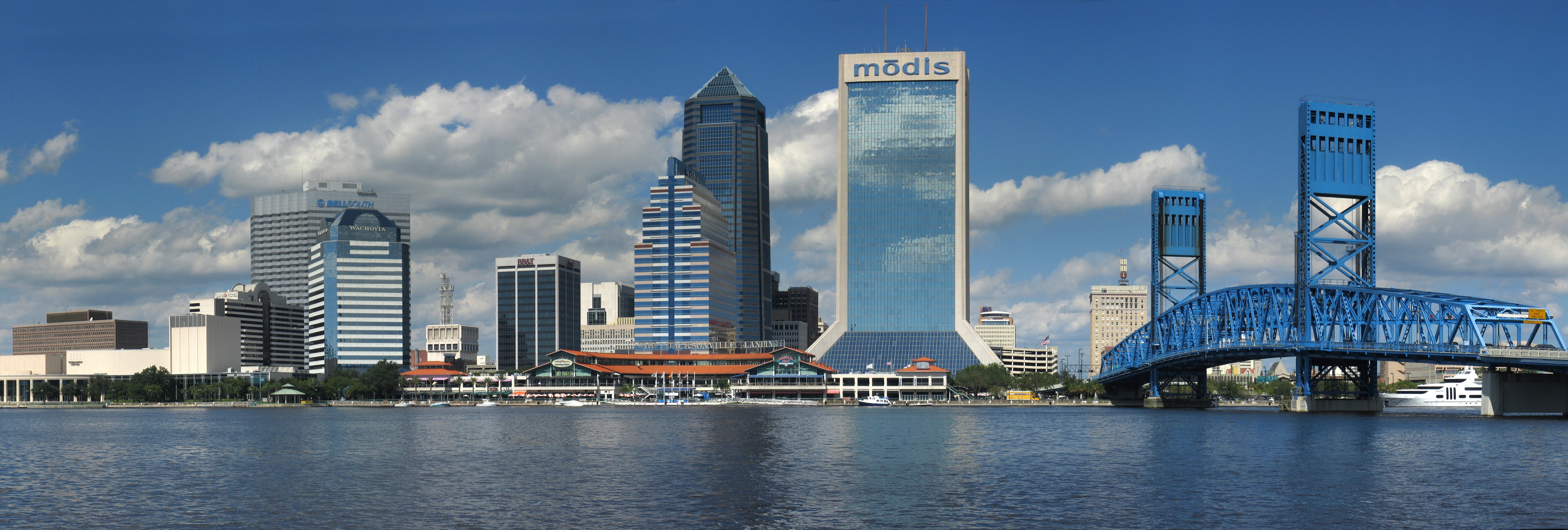
Jacksonville látképe a Saint Johns folyóval

## Külső források
- By Jim Porter: ST. Johns River Information Guide (Archivált)
- St. Johns Riverkeeper - A folyó védelmével foglalkozó szervezet